# Маяк (Далматовский район)
Маяк — упразднённая деревня в Далматовском районе Курганской области. Входила в состав Уральцевского сельсовета. Исключена из учётных данных в 2000 году.

## География
Располагалась у безымянного ручья, у дороги Уральцевское — Ошурково, в 2,5 км к северо-востоку от села Уральцевское.

## История
Образована как рабочий посёлок 1-го участка совхоза «Уралец». Современное название присвоено в 1957 году.
Упразднена законом губернатора Курганской области от 11 октября 2000 года № 388.

## Население
По сведениям на топографической карте 1980-х годов в деревне проживало порядка 70 человек.